# Zora Šimůnková
Zora Šimůnková (27. června 1965 Praha – 12. dubna 2021 Praha) byla básnířka, organizátorka literárních akcí, civilním povoláním knihovnice.
Od roku 2004 byla spoluorganizátorkou festivalu Literární Vysočina, od roku 2006 také místopředsedkyní stejnojmenného občanského sdružení. V roce 2006 se stala členkou Obce spisovatelů.
Vedla rubriku poezie literárního časopisu Tramvaj Načerno, pod jehož hlavičkou také organizovala autorská čtení. 

## Vydané knihy
- Ten sprosťák a jiné povídky (2006)
- Láska je zdravá (2006), spolu s Vladimírem Babničem
- Hospodská byla jako ideální manžel (2009), spolu s Václavem Francem
- Překvápka a banality (2022)

## Organizované akce
- Večer přiměřených depresí (od roku 2003), pořad autorského čtení, původně v kavárně Obratník, později v Symbiose, žižkovském podniku Jiný kafe a v posledních letech ve Slovenském domě
- 2 deci Zory Šimůnkové (červen 2016), pilotní díl talk show (v produkci e.vox), ve které vystoupili varhaník Královské kolegiátní kapituly Nanebevzetí Panny Marie na Karlštejně Lukáš Petřvalský, spisovatel Pavel Brycz a ředitel Pojišťovny VZP Robert Kareš
- Den poezie (od roku 2004), připravovala a koordinovala celostátní akci a pražskou část programu (spolu s Martinem Zborníkem, B. Higgins a J. Strakou)
- Literární Vysočina (od roku 2004), celostátní literární festival v Chotěboři (s P. Musílkem, F. Baďurou, Sašou Gr, R. Lehkoživem, P. Veselým aj.)
- Večery Tramvaje Načerno (2002 - 2003), autorské večery literárního magazínu Tramvaj Načerno (se Zdeňkem Fekarem)
- Wagón (2003), jednodenní festivaly autorského čtení, hudby a divadla (s Martinem Zborníkem)
- Večery literárních serverů v kavárně Obratník (2003 - 2004), autoři z webů Totem, Epika, Blueworld, Písmák (spolu s Martinou Bittnerovou)
- Zastávka (2003 - 2004), talk-show zajímavých hostů, doplněná živou hudbou (s Pavlem Veselým)
- Mezi regály (2003 - 2004), knižní revue naživo – v Čítárně u čerta s knihou, v Divadélku Tramtárie